# センチメンタルピリオド
「センチメンタルピリオド」は、日本のバンドUNISON SQUARE GARDENのメジャーデビューシングル。2008年7月23日発売。

## 楽曲について
センチメンタルピリオド
インディーズ1作目のアルバムである『新世界ノート』にも収録されている、当シングル発売の3年以上前から出来ていた曲。当時からアレンジやメロディは変更されていない。
バンドの音楽の方向性が田淵の中で決まった頃に出来た曲で、メンバーたちが前を見ている姿が伝わってくる曲として、メジャーデビューのタイミングでのリリースが決まった。
5分後のスターダスト
当シングル発売の約1年半前から出来ていた曲。
15周年記念アルバム『Bee-Side Sea-Side 〜B-side Collection Album〜』では再レコーディングして収録されている。
ガリレオのショーケース
ライブでの定番曲。「どのCDに入っているのかと思ったら、1stシングルのカップリングかよ！」のようなことを狙っての収録。
10周年記念アルバム『DUGOUT ACCIDENT』では再レコーディングして収録されている。

## 収録内容
| 全作詞・作曲: 田淵智也、全編曲: UNISON SQUARE GARDEN。 |                            |          |            |      |
| #                                                      | タイトル                   | 作詞     | 作曲・編曲 | 時間 |
| 1.                                                     | 「センチメンタルピリオド」 | 田淵智也 | 田淵智也   | 4:13 |
| 2.                                                     | 「5分後のスターダスト」    | 田淵智也 | 田淵智也   | 4:27 |
| 3.                                                     | 「ガリレオのショーケース」 | 田淵智也 | 田淵智也   | 4:23 |
| 合計時間:                                              | 合計時間:                  | 13:03    |            |      |